# Jan-Michael Rost
Jan-Michael Rost (* 8. Mai 1961 in Landshut) ist ein deutscher theoretischer Physiker. Seit 1999 ist er Direktor am Max-Planck-Institut für Physik komplexer Systeme in Dresden und Wissenschaftliches Mitglied der Max-Planck-Gesellschaft.
Rosts Forschungsschwerpunkt ist die Dynamik endlicher Systeme im Bereich der Atom- und Molekülphysik, insbesondere das Verstehen allgemeiner Effekte und Mechanismen in den extremen Bereichen ultrakalter oder ultraschneller Dynamik, z. B. Rydberg-Anregung und Ionisation.

## Leben
Rost studierte Physik und Philosophie an der Ludwig-Maximilians-Universität München und der Universität Freiburg. Er wurde 1990 an der Universität Freiburg promoviert und habilitierte dort 1995 in Physik. Zwischen 1991 und 1993 forschte er als Postdoc an der Harvard University und an der University of Washington in Seattle.
Rost war Editor-in-chief des Journal of Physics B und ist seit 2019 Lead Editor von Physical Review A.
Rost war Mitglied des Wissenschaftsrats.
Seit 2000 ist er Honorarprofessor für Theoretische Quantendynamik an der TU Dresden.

## Kritik
Im Jahr 2025 berichteten verschiedene Medien, dass Jan-Michael Rost sich gegenüber mehreren Mitgliedern des Max-Planck-Instituts für Physik komplexer Systeme in Dresden missbräuchlich verhalten habe. Rost und das MPIPKS kommentierten die zum Teil anonymen Vorwürfe nicht.

## Publikationen
- Klaus Richter, Jan-Michael Rost: Komplexe Systeme, Frankfurt am Main: FISCHER Taschenbuch 2015, ISBN 978-3-596-30305-2

## Auszeichnungen (Auswahl)
- Fellow des Wissenschaftskollegs zu Berlin (1998)[10]
- Fellow der American Physical Society (2007)[11]